# 美國精彩電視台
精彩電視台（Bravo）是美國一家無廣告付費的有線電視台，由NBC環球在1980年12月1日推出。 根據AC尼爾森統計，精彩電視台在全美擁有8800萬戶訂購用戶。